# Hibiscus arenicola
Hibiscus arenicola är en malvaväxtart som beskrevs av A.S. Mitchell. Hibiscus arenicola ingår i Hibiskussläktet som ingår i familjen malvaväxter. Inga underarter finns listade i Catalogue of Life.